# توماس غارفين
توماس غارفين هو قاضي ومحامي سريلانكي، ولد في 8 أغسطس 1881، وتوفي في 19 يونيو 1940.